# Караулинский сельсовет
Караулинский сельский совет — муниципальное образование в составе Камызякского района Астраханской области, Российская Федерация. Административный центр — село Караульное.

## Географическое положение
Сельский совет расположен в южной части района, на берегу Каспийского моря. Территория сельсовета граничит территориями: Жан-Аульского, Уваринского, Лебяжинского, Образцово-Травинского и Каралатского сельсоветов, и с южной стороны огибает территорию МО «Поселок Кировский» и выходит в Каспийское море. Со всех сторон территория омывается реками и речками (протоки дельты Волги — Затон, Никитинский Банк, Кулагинский Банк, Рытый Банк, Бакланья, Большая и Малая Бакланья, Николаевская и другие) и как бы является островом. Внутри острова множество речек, которые пронизывают территорию МО «Караулинский сельсовет» вдоль и поперек. На территории имеются три автотранспортных и один пешеходный мосты.
Граница сельсовета начинается от точки слияния рек Артельная и Малая Бакланья, идёт по середине реки Малая Бакланья до реки Белужья, по её середине до безымянного ерика, который впадает в ерик Жеребец, по его середине до ерика Моряный. Затем граница идет по середине ерика Моряный до реки Николаевская, пересекая её, и идет до Кировского рыбоходного канала, по которому идёт до слияния с Бардынинским рыбоходным каналом, по нему на запад до Никитинского рыбоходного канала, включая остров Малый Жемчужный, поворачивает на север до ерика Корнеевский, идет по его середине до реки Никитинский Банк. Затем граница идет по середине реки Никитинский Банк на протяжении 6 км, далее в восточном направлении на протяжении километра до ерика Дулинский, по его середине до ерика Рытый Банк, оттуда до ерика Уваришка, по его середине до реки Большая Обуховская, далее граница идет по середине реки Большая Обуховская до реки Никитинский Банк, затем по её середине до первоначальной точки.

## Население
| 2006  | 2010  | 2011  | 2012  | 2013  | 2014  | 2015  |
| ----- | ----- | ----- | ----- | ----- | ----- | ----- |
| 2307  | ↘2269 | ↗2311 | ↘2278 | ↘2260 | ↗2277 | ↗2296 |
| 2016  | 2017  | 2018  | 2019  | 2020  | 2021  |       |
| ↘2271 | ↘2236 | ↘2228 | ↘2217 | ↘2204 | ↘2018 |       |

Гендерный состав
В 2006 году мужчин — 1157 человек, женщин — 1150 из 2307 человек)).
Этнический состав в 2006
- казахи — 67,9 %
- русские— 31,1 %
- другие (аварцы, азербайджанцы) — 1 %

Этнический состав в 2010
| Национальность | Численность (2010) | Процент |
| -------------- | ------------------ | ------- |
| Казахи         | 1477               | 65,1%   |
| Русские        | 655                | 28,9%   |
| Белорусы       | 6                  | 0,3%    |
| Татары         | 4                  | 0,2%    |
| Аварцы         | 3                  | 0,1%    |
| Азербайджанцы  | 3                  | 0,1%    |
| Ногайцы        | 3                  | 0,1%    |
| Украинцы       | 3                  | 0,1%    |
| Не указана     | 114                | 5%      |
| Всего          | 2268               | 100%    |

## Состав сельского поселения
В состав сельского поселения входят 6 населённых пунктов
| № | Населённый пункт | Тип населённого пункта       | Население |
| - | ---------------- | ---------------------------- | --------- |
| 1 | Затон            | село                         | →844      |
| 2 | Караульное       | село, административный центр | →817      |
| 3 | Николаевский     | посёлок                      | ↗108      |
| 4 | Новинский        | посёлок                      | ↗239      |
| 5 | Обуховский       | посёлок                      | ↗153      |
| 6 | Станья           | посёлок                      | ↗258      |

## Хозяйство
Ведущая отрасль хозяйства — сельское хозяйство, представленное 2 крестьянско-фермерскими хозяйствами и 1 сельскохозяйственным предприятием. В структуре угодий наибольшую площадь занимают сенокосы (45,1 %), пастбища (36,6 %) и пашня (18,3 %). Животноводство — разведение крупного рогатого скота, свиней, овец, коз, лошадей и птиц, основная продукция — мясо, молоко и яйца. Растениеводство — выращиванием зерновых, овощей, картофеля и бахчи. Развито рыболовство.
Среди учреждений социальной сферы в центре сельсовета действуют 4 фельдшерско-акушерских пункта (Караульное, Затон, Станья, Обуховский), 2 средние школы (Караулинская на 220 мест, Затонская на 125 мест), 2 начальные школы (Обуховский и Станья на 15 мест каждая), 2 сады (Караулинский на 100 мест, Затонский на 40 мест), 2 сельские и 2 школьные библиотеки, учреждений культуры нет. Действуют 5 магазинов, 2 АЗС.
Транспорт в сельсовете представлен автомобильной дорогой Астрахань — Камызяк — Кировский и судоходными реками.